# Pogányosremete
Pogányosremete (románul: Remetea-Pogănici) település Romániában, a Bánságban, Krassó-Szörény megyében.

## Fekvése
Resicabányától északra, a Lugosi út mellett fekvő település.

## Története
Pogányosremete vagy Remete nevét 1323-ban possessiones Remethe de silva nostra (regis) custodiali excepta formában említette először oklevél. 1343-ban és 1424-ben Remethe, 1343-ban Remete, 1369-ben Remethee, 1584-ben Remethe, 1808-ban Remete, Remeti, Remetea, 1888-ban Remete-Poganest, 1913-ban Pogányosremete néven írták. 1370-ben birtokos, Himfi Benedek I. Lajos királytól a település részére hetivásár tartására nyert jogot. 1434 körül egy oklevél a Boldogságos Szűzről elnevezett egyházának újjáépítéséről ad hírt. 
A trianoni békeszerződés előtt Krassó-Szörény vármegye Lugosi járásához tartozott. 1910-ben 659 lakosából 20 magyar, 598 román, 7 ruszin volt. Ebből 17 római katolikus, 12 görögkatolikus, 620 görögkeleti ortodox volt.